# Подобный дракону
«Подобный дракону» (яп. 龍が如く 劇場版 Рю га Готоку Гэкидзёбан), также известный как Like a Dragon и Yakuza: Like a Dragon — японский фильм в жанре комедийной криминальной драмы, снятый Такаси Миикэ. Его сюжет основан на компьютерной игре Yakuza. В Японии Like a Dragon был выпущен 3 марта 2007 года; версия фильма с английскими субтитрами впервые была представлена 23 июня 2008 года, на New York Asian Film Festival, а 23 февраля 2009 года вышла на DVD. В России DVD-издание фильма было выпущено в 2010 году компанией Cinema Prestige.

## Сюжет

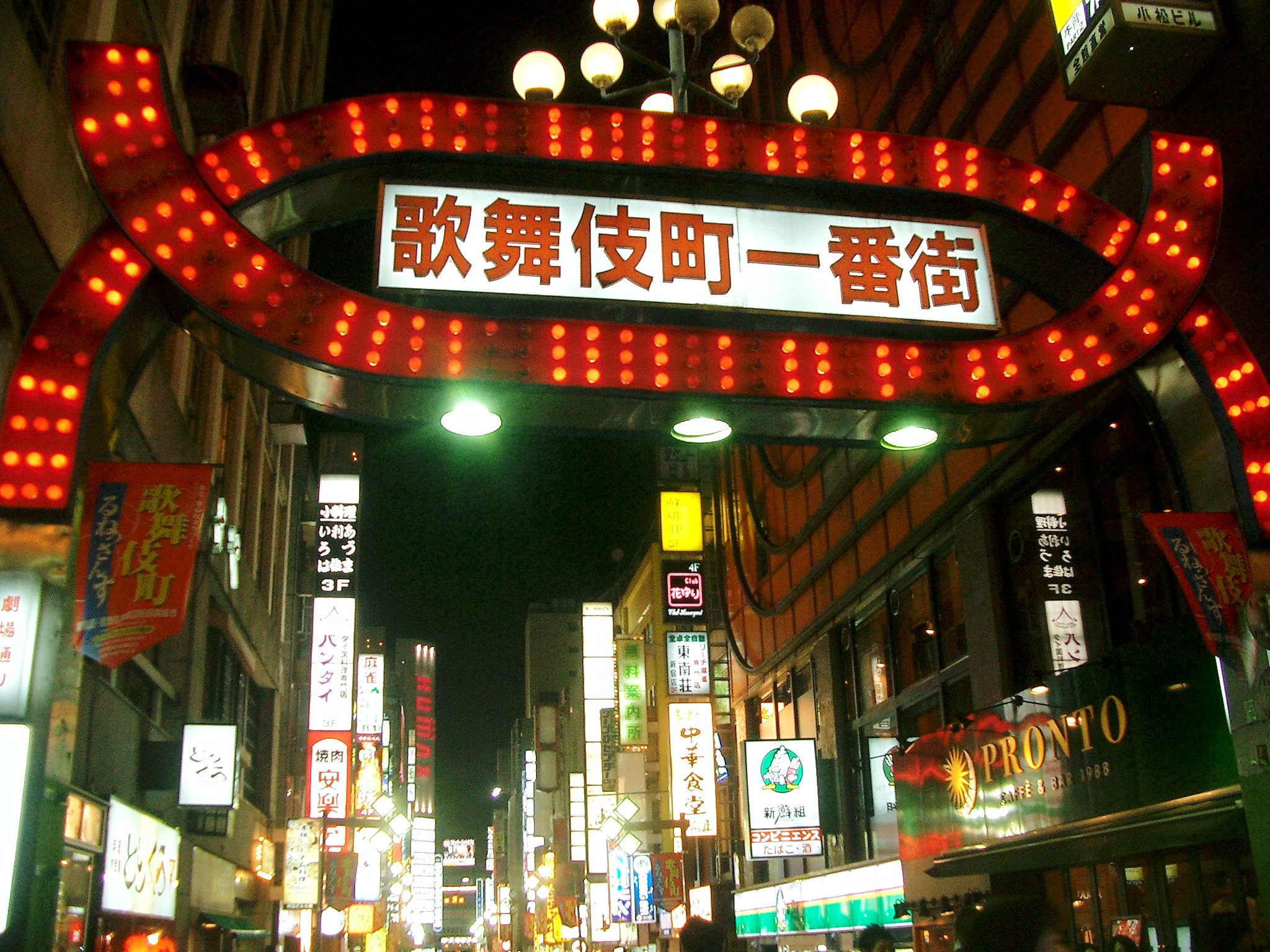
Фильм снимался в токийском районе Кабуки-тё, который, в свою очередь, послужил основой для дизайна фона игровой зоны Камурочо

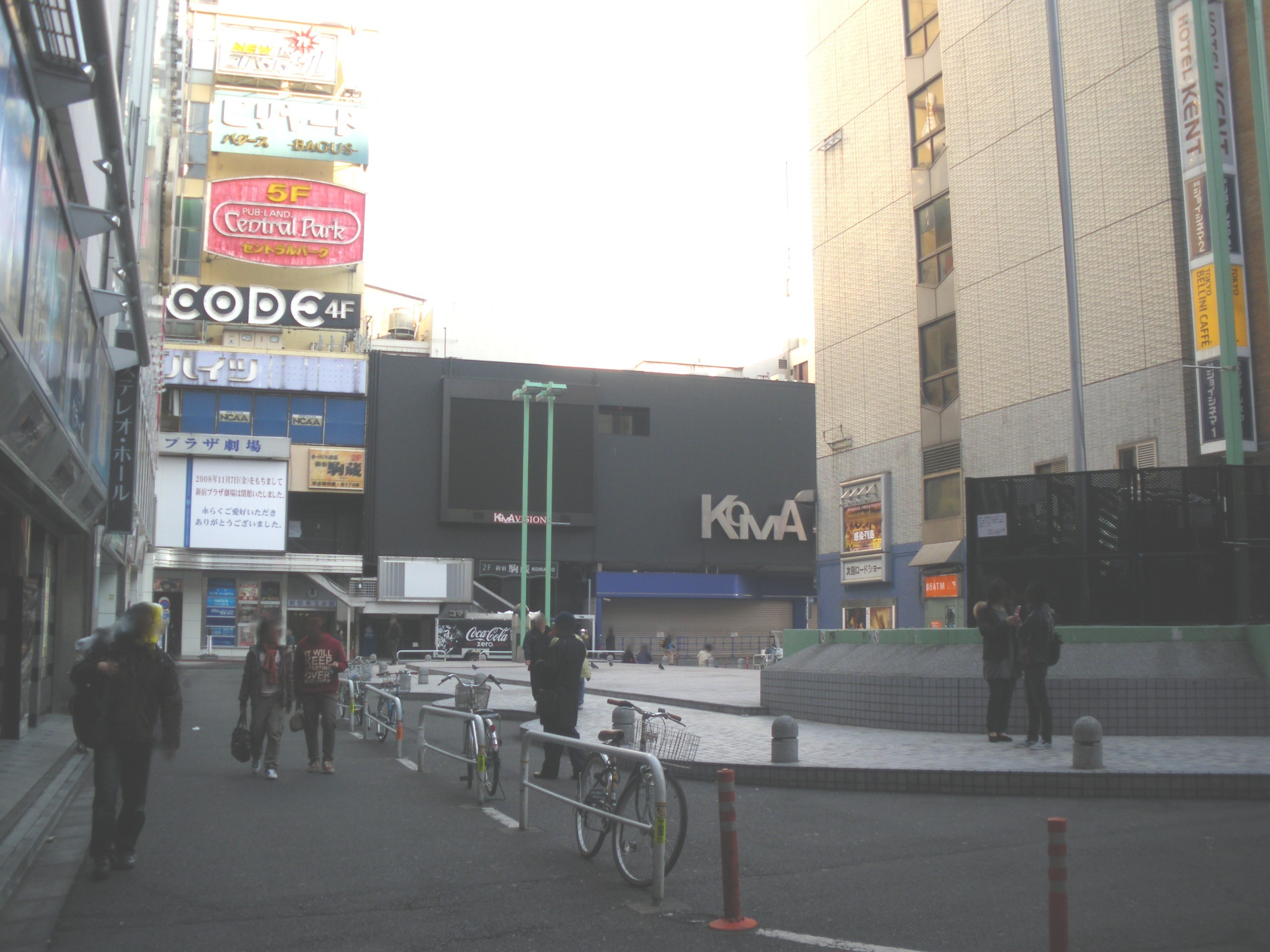
Театр Синдзюку Кома, главная достопримечательность как в игре, так и в фильме

Главный герой фильма, Кадзума Кирю из клана Тодзё, выходит через 10 лет из тюрьмы. Двое грабителей нападают на банк, но когда оказывается, что деньги на самом деле принадлежавшие клану Тодзё, пропали, берут заложников и закрепляются в здании банка.
Между тем на улицах Камуротё, бывший якудза Кадзума Кирю и девушка по имени Харука Савамура ищут Мидзуки Савамуру, любовь детства, а также соперника Кирю — Горо Мадзиму, который желает воздать старому противнику по заслугам.
После встречи с Кирю и Харукой в магазине «Poppo», сотрудник Сатору и его новая подруга Юи, вооружившись ножом, решают ограбить несколько магазинов. В другом месте, Парк — корейский наёмный убийца, находит преступника, который ограбил клан Тодзё. Он находит преступников — Мистер N и Миленниум-Тауэр.
Кирю находит Мидзуки и начинается бой с Акирой Нисикиямой, другом детства Кирю. После боя Кирю и Нисикияма перестали быть врагами.

## В ролях
- Кадзуки Китамура — Кадзума Кирю
- Нацуо — Харука Савамура
- Горо Киситани — Горо Мадзима
- Сюн Сиоя — Сатору
- Саэко — Юи
- Харухико Като — Кадзуки
- Саки Такаока — Юми Савамура / Мидзуки Савамура
- Сё Айкава — детектив Ногути
- Кон Ю — корейский наёмный убийца Пак
- Ютака Мацусигэ — Макото Датэ
- Слаудэ Маки — Акира Нисикияма
- Ёсиёси Аракава — корейско-японский контрабандист оружия
- Кэнъити Эндо — грабитель банков Иманиси
- Сансэй Сиоми — Синтаро Кадзама
- Томороо Тагути — корейско-японский владелец парикмахерской
- Тосихиро Нагоси — Кохей Джингу

## Саундтрек
В саундтрек к фильму вошли три песни Crazy Ken Band из его альбома 2006 года Galaxy, выпущенного на лейбле Almond Eyes (XNAE-10010). Ими стали «Hama no Ambassador» (ハマのアンバサダー, букв. «посол Иокогамы») с участием Fire Ball и Papa B, также «Kuroi Kizuato no Blues» (黒い傷跡のブルース, букв. «блюз черного шрама») и финальная тема «12 gatsu 17 nichi» (12月17日, букв. «17 декабря»). Последние две композиции также включены в саундтрек к игре Yakuza 2.

## Критика
Фильм получил смешанные отзывы критиков. Kotaku назвал фильм «превосходной черной комедией», при этом раскритиковал отклонения от сюжета игры и последние 15 минут фильма. Напротив, Screen Rant назвал фильм «одной из самых странных адаптаций видеоигр» и отметил дублирование названия с более поздней игрой серии.